# Tractat de Nimega
El Tractat o Pau de Nimega (en francès Négotiations de Nimegue o Négotiations de la Paix de Nimègue) foren una sèrie de pactes que es van signar a la fi de la Guerra Francoholandesa el 17 de setembre de 1678, després de la invasió de l'exèrcit de Lluís XIV de França a la República de les Set Províncies Unides.
Igualment la Pau de Nimega posava fi a la Guerra de Devolució que des de 1667 havia enfrontat a Espanya amb el Regne de França. França tornà a Espanya els territoris de Kortrijk, Oudenaarde, Gant, Charleroi i el ducat de Limburg situats als Països Baixos espanyols, però mantingué el Franc Comtat, Cambrai i Ieper, Alsàcia, Lorena i el Ducat de Bouillon. La República va recobrar Maastricht.
La repartició dels territoris canviarà encara després amb el Tractat de Rijswijk (1698) i el Tractat d'Utrecht (1713). El 1795, les tropes franceses van annexionar els Països Baixos del sud per la darrera vegada (fins al 1815). La frontera definitiva entre el Regne Unit dels Països Baixos i França serà definida el 1815 amb el Tractat de París.

## Composició musical
El músic Marc-Antoine Charpentier creà un Te Deum per aquesta ocasió, el preludi del qual és utilitzat per la corporació Unió Europea de Radiodifusió (UER) en nombrosos esdeveniments televisats.